# Urania sloanus

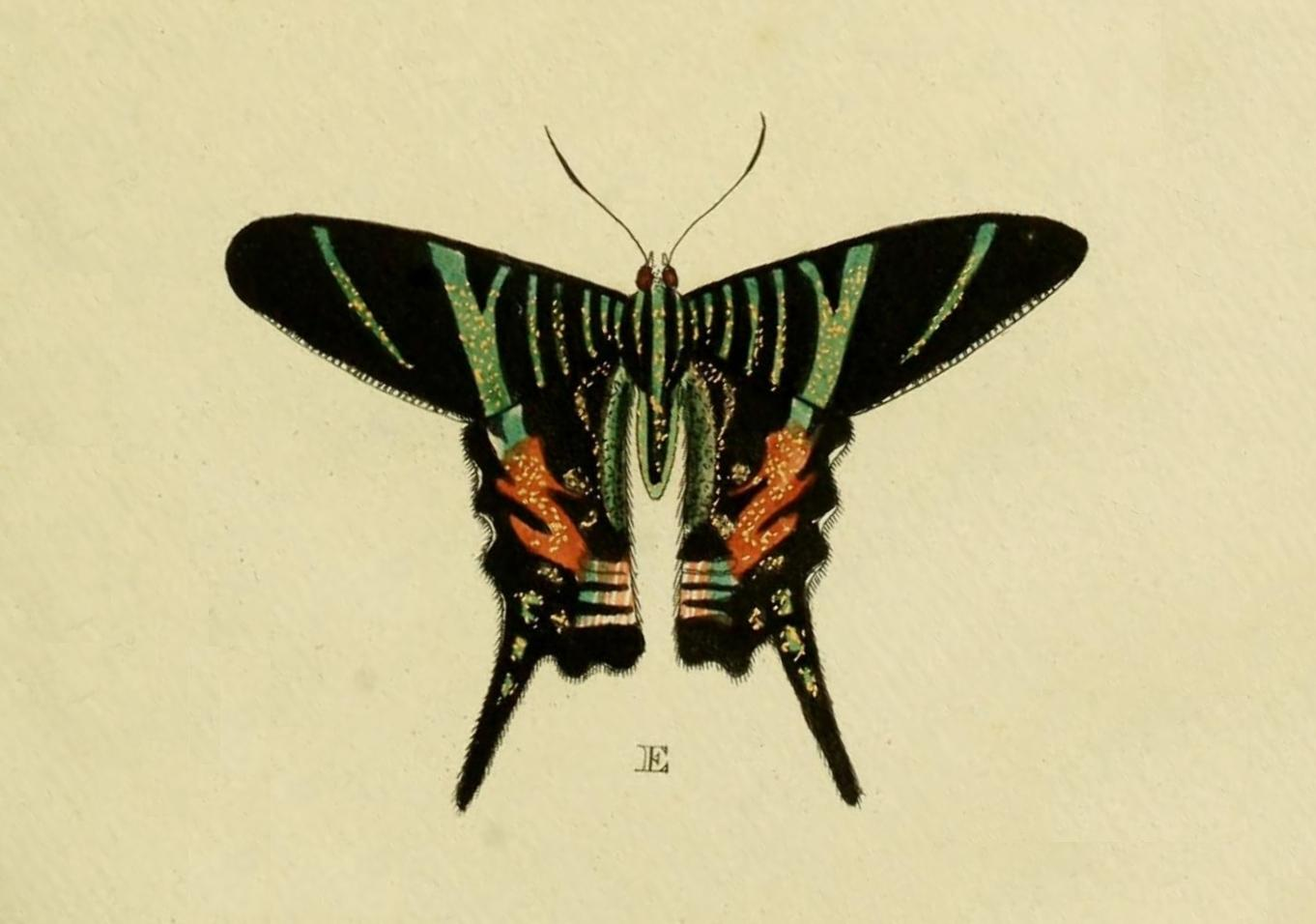
Urania sloanus in Cramer und Stolls „De uitlandsche kapellen: voorkomende in de drie waereld-deelen Asia, Africa en America“.

Urania sloanus ist ein ausgestorbener Schmetterling (Nachtfalter) aus der Familie der Uraniafalter (Uraniidae). Er war auf Jamaika endemisch.

## Merkmale
Urania sloanus erreichte eine Flügelspanne von 64 bis 76 Millimetern. Sowohl die Vorderflügel als auch die Hinterflügel waren ziemlich lang und schmal. Die Flügeloberseite war tief schwarz. Auf den Vorderflügeln verliefen rechts und links je sechs bis sieben glänzend grüngoldene Querbinden. Die beiden mittleren Querbinden waren vorne zwei- oder manchmal dreigeteilt. Auf dem schwarzen Grund der Unterflügel befanden sich unregelmäßig eingerückte kupferrote, blaue und goldgrüne Querbinden. Die Zeichnung der Flügelunterseite entsprach der Oberseite. Die grünen Querbinden waren jedoch heller. Der Rand des Hinterleibes war mehr oder weniger goldgrün. Die Schwanzfortsätze waren schwarz mit ein paar smaragdgrünen Flecken.

## Lebensweise
Obwohl Urania sloanus tagaktiv war, wies ihn seine Flugtechnik als echten Nachtfalter aus. Einen der ausführlichsten Berichte über das Verhalten von Urania sloanus bei der Nahrungssuche verfasste Philip Henry Gosse im Jahre 1851.  Besonders in der ersten Aprilwoche und manchmal im Juni konnte man große Schwärme an Avocado-Blüten beobachten. Die Falter erschienen kurz vor Sonnenaufgang und verblieben bis 8 oder 9 Uhr morgens an den Blüten. Die Tageshitze verbrachten die Schmetterlinge an Ruheplätzen, um nach dem Nachmittagsregen erneut aufzutauchen. Das Sonnenlicht brachte die schillernden Farben besonders zur Geltung.

## Aussterben
Urania sloanus kam früher in den Blue Mountains sehr häufig vor. Seit 1894 oder 1895 wurde diese Art jedoch nicht mehr gesichtet und gilt heute als höchstwahrscheinlich ausgestorben. Obwohl der Verlust der Lebensräume  beim Niedergang  eine Rolle gespielt haben könnte, sind doch beträchtliche Flächen an Primärwald erhalten geblieben. Eine der Hauptfutterpflanzen der Raupen, Omphalea triandra, ist offenbar in den feuchten Wäldern der Insel noch weit verbreitet.  Eine weitere Futterpflanze könnte Omphalea diandra gewesen sein, die früher im Portland Parish, einem der Hauptverbreitungsgebiete von Urania sloanus, vorkam, aber in jüngster Zeit in dieser Region nicht mehr nachgewiesen wurde. Durch den Verlust der Futterpflanzen für die Raupen ist die Population vermutlich so drastisch zusammengebrochen, dass letztendlich ein Aussterben der Art unvermeidlich war.
In der Sammlung des Field Museum of Natural History in Chicago befinden sich acht konservierte Exemplare dieser Art.

## Systematik
Urania sloanus wurde erstmals 1725 von Hans Sloane im zweiten Band seines Werkes Natural History of Jamaika porträtiert. 1758 verwechselte Carl von Linné diese Art mit Papilio leilus (heute Urania leilus). 1779 erfolgte die wissenschaftliche Erstbeschreibung durch Pieter Cramer unter dem Namen Papilio sloanus. 1816 wurde die Art von Jacob Hübner in die Gattung Urania gestellt.